# Carl Gustaf Ekman
Carl Gustaf Ekman (6 tháng 10 năm 1872 – 15 tháng 6 năm 1945) là chính trị gia người Thụy Điển. Ông là Nghị sĩ Quốc hội từ năm 1911 đến năm 1932 (cả hạ viện và thượng viện), lãnh đạo Đảng Nhân dân Tự do giữa năm 1924 và năm 1932, giữ chức Thủ tướng từ năm 1926 đến năm 1928 và một lần nữa từ năm 1930 đến năm 1932.